# Michael Schulze (Fußballspieler)
Michael Schulze (* 13. Januar 1989 in Göttingen) ist ein deutscher Fußballspieler.

## Karriere
Schulze erlernte das Fußballspielen beim SSV Vorsfelde. Seit 2001 spielt er für den VfL Wolfsburg. 2008 kam er zu ersten Einsätzen in der Reservemannschaft und etablierte sich in der Stammelf.
Zur Saison 2009/10 erhielt Schulze seinen ersten Profivertrag, sammelte seine Spielpraxis aber weiterhin in der U-23 in der viertklassigen Regionalliga Nord. Am 1. Spieltag der Saison 2011/12 gab Schulze sein Bundesligadebüt, als er beim 3:0-Auswärtssieg der Wolfsburger beim 1. FC Köln in der 84. Minute für Makoto Hasebe eingewechselt wurde. In der Hinrunde kam er jedoch nur zu einem weiteren Bundesliga-Einsatz für den VfL.
Am 29. Januar 2013 wechselte Schulze bis Saisonende auf Leihbasis zum FC Energie Cottbus in die 2. Bundesliga. Zur Saison 2013/14 wechselte er endgültig nach Cottbus und unterschrieb einen Vertrag bis zum 30. Juni 2016.
Nach dem Abstieg der Cottbuser in die 3. Liga, wechselte Schulze am 29. Mai 2014 zum 1. FC Kaiserslautern. Nach 36 Zweitligaspielen für den FCK wurde sein Vertrag Ende August 2016 aufgelöst. Im Januar 2017 schloss Schulze sich der zweiten Mannschaft von Eintracht Braunschweig an. Am 14. Mai 2017 kam Schulze erstmals in der ersten Mannschaft der Eintracht zum Einsatz. Im August 2017 wechselte er zu den Sportfreunden Lotte in die dritte Liga.